# 別海村営軌道

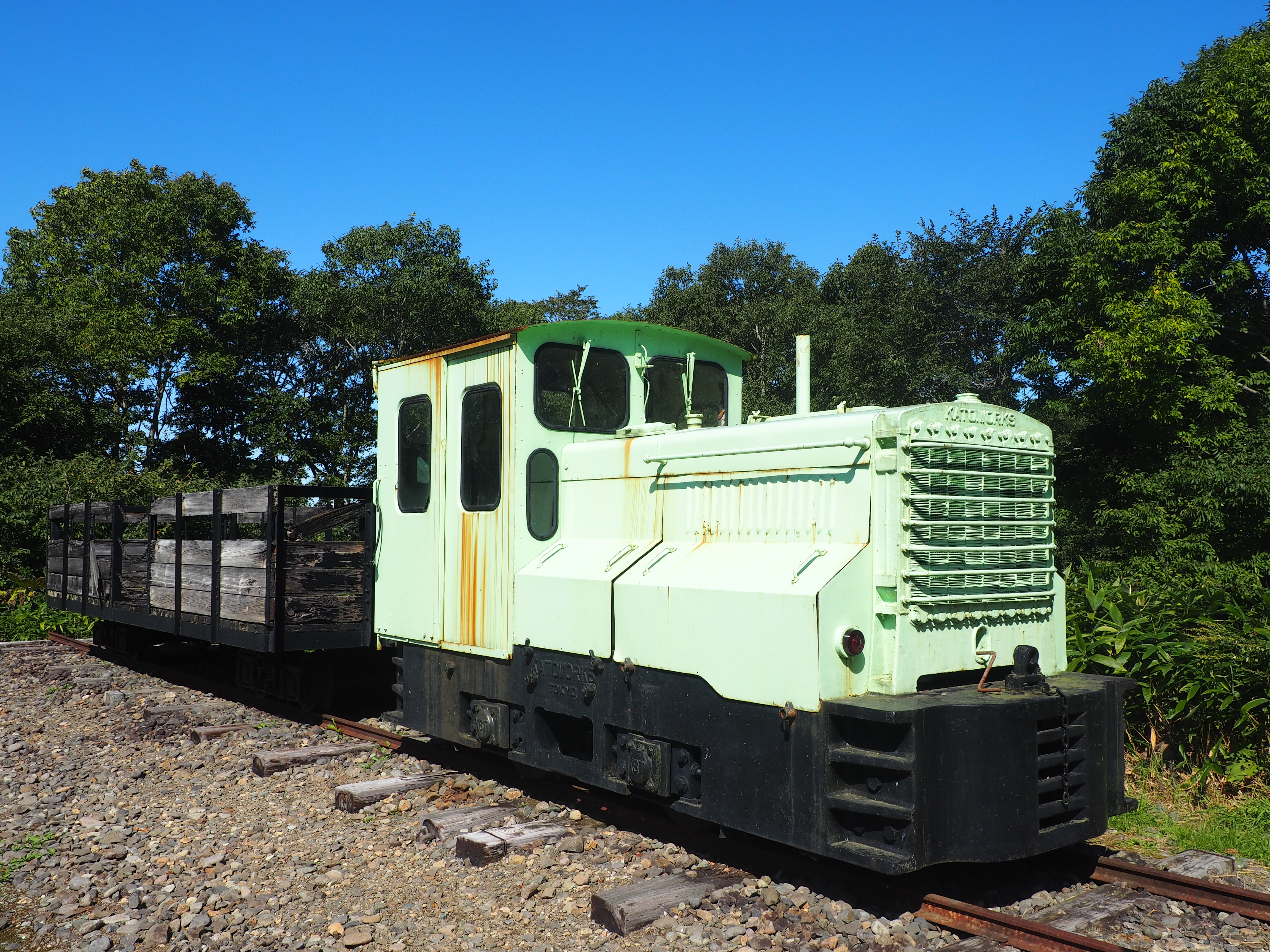
加藤製作所製B型ディーゼル機関車とボギー式ミルクゴンドラ貨車

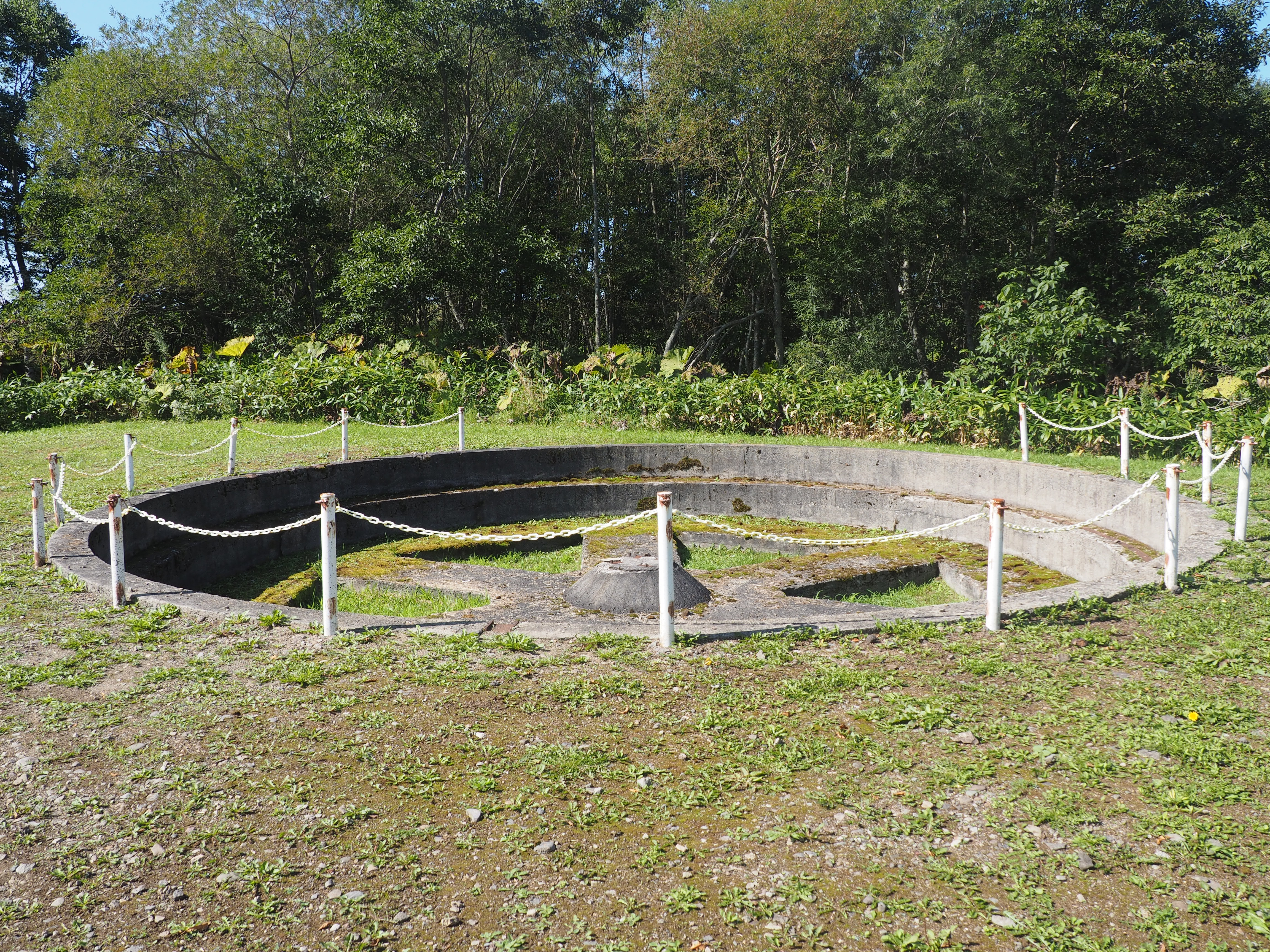
別海村営軌道の転車台

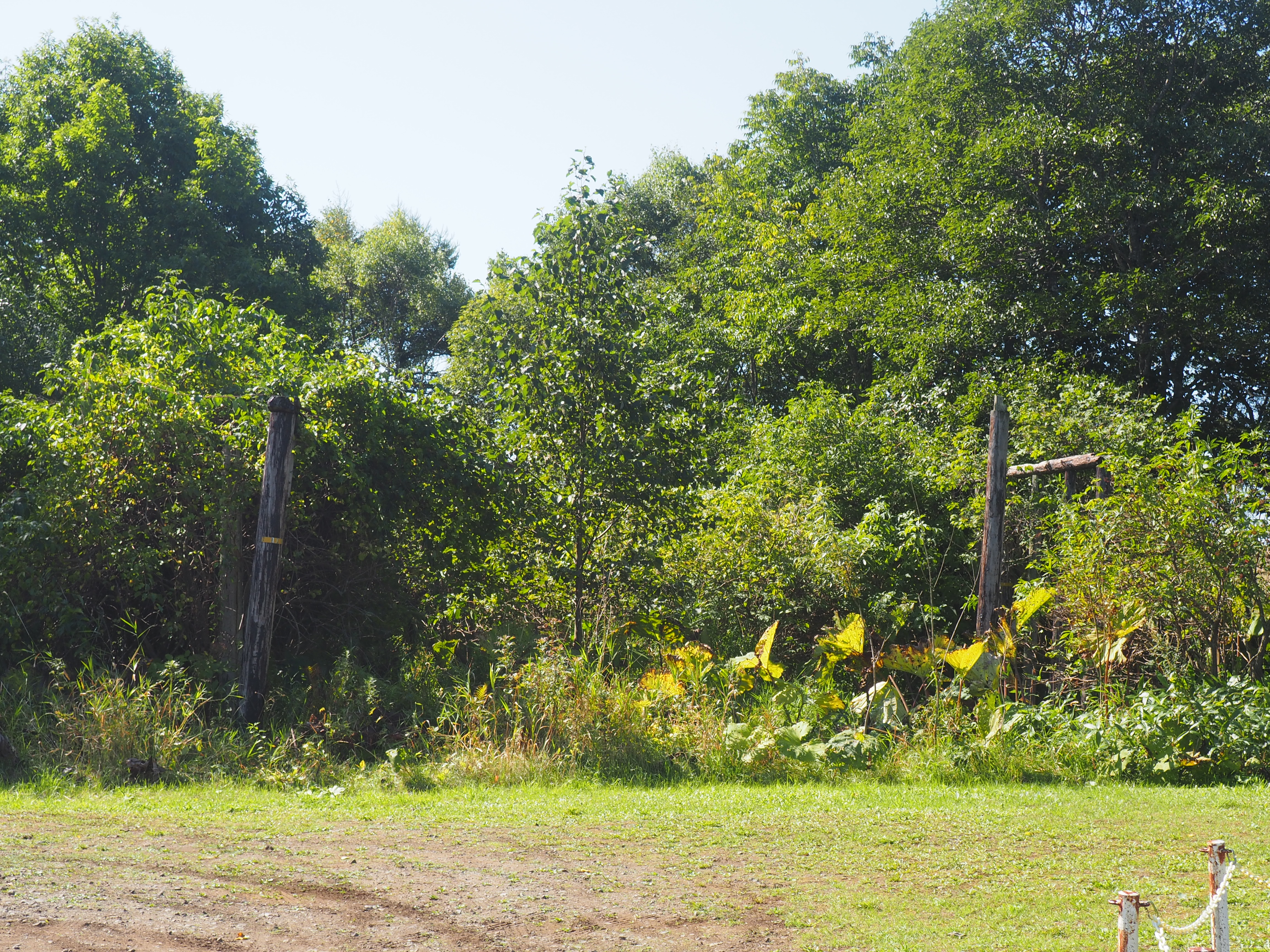
別海村営軌道の車庫跡

別海村営軌道（べっかいそんえいきどう）は、かつて北海道野付郡別海村（現在の別海町）にあった簡易軌道。

## 概要
もともとは厚床駅から中標津に至る馬の牽引（馬力）による殖民軌道の路線で、1933年に標津線開業で廃止となった際、支線として残存したのがこの路線である。
戦後も長らく馬力に頼っていたが、1960年から北海道開発局により、機関車および自走客車を導入するための軌道強化を行い、1963年に完成した（この時導入された自走客車は液体式変速機と温風暖房を備えたボギー式の優秀車であった）。その際、接続地点を厚床駅から標津線奥行臼駅に変更、奥行臼 - 上風蓮を開業している。戦後、新たに線路を敷設した数少ない殖民軌道であった。
末期には他の簡易軌道と同様に牛乳輸送も行われていたが、急速な道路整備に伴い、別海で町制がしかれる前年の1971年に廃線となった。

## 路線データ
- 路線距離：
  - 厚床 - 風蓮 7.1km
  - 風蓮 - 上風蓮（5線9号）8.0km
  - 奥行臼 - 上風蓮間 13.0km
- 軌間：762mm

## 沿革
- 1925年（大正14年）5月 - 殖民軌道根室線として、厚床 - 中標津開業
- 1933年（昭和8年）12月 - 標津線開業により、風蓮 - 中標津廃止
- 1938年（昭和13年）6月 - 風蓮 - 上風蓮開業
- 1960年（昭和35年） - 北海道開発局による軌道強化工事開始
- 1963年（昭和38年）10月 - 軌道強化完成、内燃動力化。奥行臼 - 上風連開業、厚床 - 風蓮 - 上風蓮（5線9号）廃止
- 1971年（昭和46年）4月1日 - 全線廃止

## 停留所一覧
奥行臼 - 奥行臼第一 - 奥行臼第二 - 奥行臼第三 - 富山 - 一号 - 二号 - 学校前 - 四号 - 五号 - 七号 - 上風蓮

## 現状

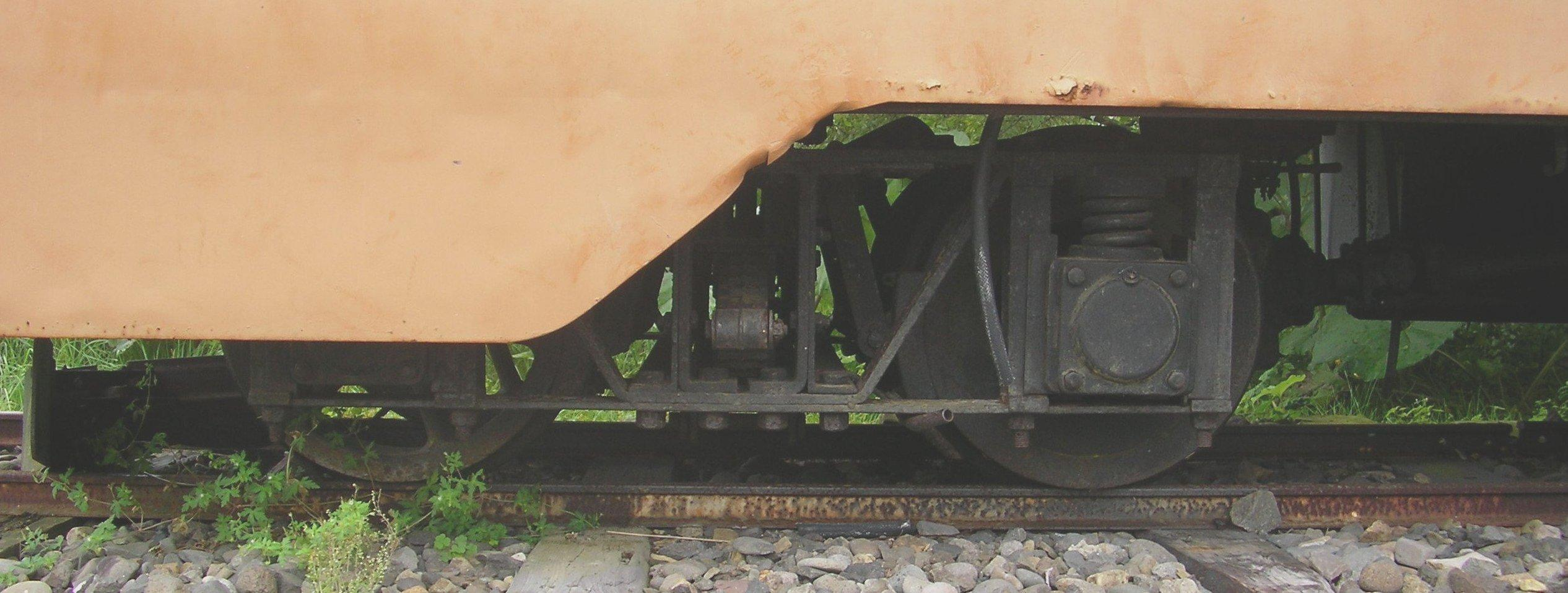
1963年釧路製作所製自走客車の動力台車。菱枠式と呼ばれる古典構造で、日本の気動車用としては最末期の新製例。左側付随輪はスポーク式だが、右側駆動輪は砲車用車輪風に強化されている

奥行臼停留所跡地に駅舎詰所と転車台が残り、自走客車と機関車、貨車（ミルクゴンドラ）が保存されている。機関庫も現存するが、かなり朽ちている。いずれも別海町の指定文化財となっている。
- 国道243号奥行臼から南へ0.3km
- 根室交通奥行臼バス停下車、徒歩5分